# ان‌جی‌سی ۵۶۰۹
ان‌جی‌سی ۵۶۰۹ (انگلیسی: NGC 5609) یک کهکشان مارپیچی است که در فاصله ۱.۳ میلیارد سال نوری سال نوری از زمین، در صورت فلکی گاوران واقع شده است.